# 21 Jump Street (film)
21 Jump Street è un film del 2012 diretto da Phil Lord e Chris Miller, adattamento cinematografico della serie televisiva I quattro della scuola di polizia andata in onda a cavallo tra gli anni ottanta e novanta e primo film della saga Jump Street.

## Trama
Nel 2005, lo studente accademico Morton Schmidt e il popolare atleta Greg Jenko perdono il ballo di fine anno, in quanto il primo è stato rifiutato dalla ragazza con la quale avrebbe voluto parteciparvi e al secondo è stato impedito di prendere parte a causa dei voti negativi. 
Sette anni dopo, i due si incontrano di nuovo all'accademia di polizia, diventando amici e compagni di pattuglia in bicicletta. Successivamente arrestano Domingo, il leader di una banda di motociclisti, ma sono costretti a rilasciarlo dopo che non gli hanno letto i suoi diritti. 
Il duo viene quindi riassegnato al distretto al numero 21 di Jump Street per eseguire una vecchia operazione dagli anni '80, specializzata nell'infiltrazione nelle scuole superiori. Il capitano Dickson li incarica di contenere la diffusione di una nuova droga sintetica chiamata SFM (Santa Fottuta Merda) alla Sagan High School dopo che uno studente è morto a seguito del consumo. Dà loro nuove identità e li iscrive come studenti, assegnandogli orari delle lezioni adatti ai loro precedenti risultati accademici; Jenko frequenterà arti e discipline umanistiche e Schmidt lezioni di scienze, ma i due si scambiano accidentalmente le loro identità. 
Schmidt ottiene una pista sulla SFM dalla compagna di classe Molly, e lui e Jenko incontrano il principale commerciante della scuola, il popolare studente Eric. I due prendono la SFM davanti a lui per mantenere la loro copertura e dopo aver sperimentato gli effetti del farmaco, scoprono che l'intelligenza di Schmidt rende il ragazzo popolare, mentre l'atteggiamento di Jenko lo porta a non essere apprezzato da quelli più popolari.
Eric prende in simpatia Schmidt, che sviluppa un interesse romantico per Molly. Jenko diventa amico degli studenti della sua classe di chimica avanzata e si scopre sempre più interessato agli hobby scientifici e alle attività accademiche. Schmidt e Jenko organizzano una festa a casa dei genitori del primo, dove vivono durante il loro incarico e vi invitano Eric. Durante la festa, scoppia una rissa tra Schmidt, Jenko e alcuni partecipanti ed il primo ne esce vincitore, consolidando il suo status sociale e guadagnandosi la fiducia di Eric. Gli amici di Jenko hackerano il telefono di Eric per consentire loro di ascoltare le sue conversazioni. A una festa a casa di Eric, usando l'hack del telefono, Jenko ed i suoi amici ascoltano informazioni su un incontro imminente tra Eric e il suo fornitore, ma scoprono anche Schmidt che fa commenti denigratori su Jenko. La spaccatura tra i due cresce mentre la loro relazione di vita scolastica si intromette sempre più nel loro lavoro ufficiale di polizia; in seguito Schmidt e Jenko rintracciano Eric ad uno scambio con i distributori di SFM - la banda di motociclisti del parco - e ne consegue un inseguimento in autostrada. 
Tornati a scuola i due iniziano a litigare pesantemente, il che interrompe la recita scolastica, alla quale Schmidt e Molly stavano partecipando; come conseguenza vengono espulsi dalla scuola e licenziati dal programma Jump Street. Poco dopo Eric, stressato e terrorizzato, recluta Schmidt e Jenko come sue guardie del corpo per un accordo di consegna che avrà luogo al ballo di fine anno della scuola. Mentre si preparano per il ballo, Schmidt e Jenko riaccendono la loro amicizia. Al ballo di fine anno scoprono che il fornitore è l'insegnante di educazione fisica, il signor Walters, che ha creato il farmaco e ha iniziato a venderlo agli studenti per aumentare il suo stipendio; il docente, dopo aver sorpreso Eric a fumare marijuana, lo ha convinto a diventare il suo spacciatore.
La banda di motociclisti arriva per l'accordo, ma Molly sopraggiunge e inizia a litigare con Schmidt e di conseguenza, il leader della banda Domingo riconosce lui e Jenko e ordina ai suoi uomini di ucciderli. Due dei membri della banda si rivelano due agenti della DEA sotto copertura, Tom Hanson e Doug Penhall, ex membri del programma del 21 Jump Street, ma nel conseguente scontro a fuoco, vengono entrambi feriti a morte. Il signor Walters ed Eric scappano con i soldi e Molly come ostaggio, venendo inseguiti dalla banda, Schmidt e Jenko. Jenko crea una bomba improvvisata grazie alle sue conoscenze in chimica e la usa per uccidere la banda. Il signor Walters spara a Schmidt ma Jenko prende il proiettile al braccio, salvando la vita all'amico e Schmidt spara al signor Walters, recidendogli involontariamente il pene. Il duo arresta il signor Walters ed Eric e questa volta dichiarano con successo i loro diritti. Schmidt e Molly si scambiano infine un bacio. 
Entrambi gli ufficiali vengono congratulati e reintegrati nel programma Jump Street, dopodiché Dickson dà loro un nuovo incarico: infiltrarsi in un college.

## Produzione
Nella primavera del 2011 la Sony annunciò di voler produrre un adattamento cinematografico della nota serie televisiva. Nell'aprile dello stesso anno, Johnny Depp rivelò che sarebbe comparso nel film, vestendo nuovamente i panni di Tom Hanson.

## Promozione
Il primo trailer del film è stato diffuso online il 3 novembre 2011, mentre in occasione del Super Bowl è stato proiettato uno spot incentrato sulla figura dei due protagonisti.

## Distribuzione
Il film è stato distribuito nelle sale americane il 16 marzo 2012, mentre in Italia è uscito il 15 giugno 2012.

## Accoglienza

### Incassi
Il film, a fronte di una spesa di 42 milioni di dollari, ha incassato complessivamente 201 milioni di dollari.

### Critica
Il film ha riscontrato anche un successo di critica, riscuotendo l'85% delle critiche positive sul sito Rotten Tomatoes.

## Riconoscimenti
- MTV Movie Awards 2012: miglior musica (Party Rock Anthem di LMFAO)
- 2012: Teen Choice Awards
  - Miglior film commedia

## Sequel
A fronte del successo riscontrato, nel 2014 è stato realizzato un sequel, 22 Jump Street. Alla regia
sono stati riconfermati Phil Lord e Chris Miller e come protagonisti Channing Tatum e Jonah Hill.

## Curiosità
Nel film fanno la loro apparizione gli attori, ed i personaggi, più importanti di quella che fu l'omonima serie televisiva:
- Johnny Depp, attraverso un cameo, porta sul grande schermo il personaggio della serie da lui interpretato, Tom Hanson, adesso agente sotto copertura con l'amico di sempre Doug Penhall. Lo stesso Tom, nei suoi pochi minuti sullo schermo, racconta che i due amici prima di essere poliziotti infiltrati in una banda, avevano fatto parte, come i protagonisti del film, del dipartimento speciale 21 Jump Street;
- Sempre nel cameo dove compare Johnny Depp il personaggio sotto copertura che interpreta si chiama Donnie Brasco, chiaro riferimento al film Donnie Brasco dove anche lì Johnny Depp prende la parte di un agente dell'FBI sotto copertura.[senza fonte]
- Peter DeLuise, anch'esso in un cameo non accreditato, è ancora Doug Penhall, l'amico e collega da sempre di Tom Hanson
- Holly Robinson Peete è ancora Judith "Judy" Hoffs, nel film non più ragazzina del 21 Jump Street, ma poliziotta. Appare consegnando una nuova auto ai due protagonisti del film, prima che questi si infiltrino nel liceo.
- Il professore Mr. Walters (Rob Riggle) che produce lo stupefacente viene chiamato Walt ed è un chiaro riferimento a Walter White della serie televisiva Breaking Bad.[senza fonte]